# Isulan
Isulan is een gemeente in de Filipijnse provincie Sultan Kudarat op het eiland Mindanao. Bij de laatste census in 2007 had de gemeente ruim 79 duizend inwoners.

## Geografie

### Bestuurlijke indeling
Isulan is onderverdeeld in de volgende 17 barangays:
| - Bambad - Bual - D'Lotilla - Dansuli - Impao - Kalawag I - Kalawag II - Kalawag III - Kenram | - Kolambog - Kudanding - Lagandang - Laguilayan - Mapantig - New Pangasinan - Sampao - Tayugo |

## Demografie
Isulan had bij de census van 2007 een inwoneraantal van 79.277 mensen. Dit zijn 6.148 mensen (8,4%) meer dan bij de vorige census van 2000. De gemiddelde jaarlijkse groei komt daarmee uit op 1,12%, hetgeen lager is dan het landelijk jaarlijks gemiddelde over deze periode (2,04%). Vergeleken met de census van 1995 is het aantal mensen met 14.075 (21,6%) toegenomen.

De bevolkingsdichtheid van Isulan was ten tijde van de laatste census, met 79.277 inwoners op 541,25 km², 120,5 mensen per km².